# Bernardino Arluno
Bernardino Arluno, né en 1478 à Milan et mort dans cette même ville le 6 février 1535, est un écrivain et historien italien de la Renaissance.

## Biographie
Noble milanais, Bernardino Arluno florissait au commencement du XVIe siècle. Après avoir étudié la jurisprudence, d’abord à Pavie, puis à Padoue, où il fut reçu docteur, il retourna à Milan, où il fut agrégé au collége des jurisconsultes, depuis 1507 jusqu’en 1535.

## Œuvres
On a de lui :
- De Bello Veneto libri VI, ab anno 1500 ad 1516, imprimé dans le Thesaurus Antiquit. Italiæ, t. 5, p. 4, Leyde, in-fol. Pieter Burmann, dans la préface qui se trouve t. 1, part. 1re du Thesaurus, fait l’éloge de cette histoire ; il la trouve exacte, véridique et surtout bien écrite. Il ajoute seulement qu’Arluno y étale trop d’érudition, qu’il parle souvent moins en historien qu’en poète, et qu’il a trop facilement foi aux prodiges.
- Historia patriæ, 3 vol. in-fol. Cette histoire de Milan commence depuis la fondation de cette ville jusqu’au temps où vivait l’auteur. L’impression fut commencée à Bâle, par Jean Oporin ; mais, ayant été interrompue, sans qu’on en sache le motif, elle n’a pas été reprise. Le manuscrit est conservé à Milan, dans la Bibliothèque Ambrosienne, ou l’on garde aussi plusieurs autres ouvrages d’Arluno, tant en prose qu’en vers latins, qui n’ont jamais vu le jour.